# ساکائه، چیبا
ساکائه، چیبا (به لاتین: Sakae, Chiba) یک منطقهٔ مسکونی در ژاپن است که در Inba District واقع شده‌است. ساکائه ۳۲٫۴۶ کیلومترمربع مساحت و ۲۱٬۹۶۱ نفر جمعیت دارد.